# Poa davisii
Poa davisii är en gräsart som beskrevs av Norman Loftus Bor. Poa davisii ingår i släktet gröen, och familjen gräs. Inga underarter finns listade i Catalogue of Life.